# 利亞諾拉爾戈 (洛斯桑托斯區)

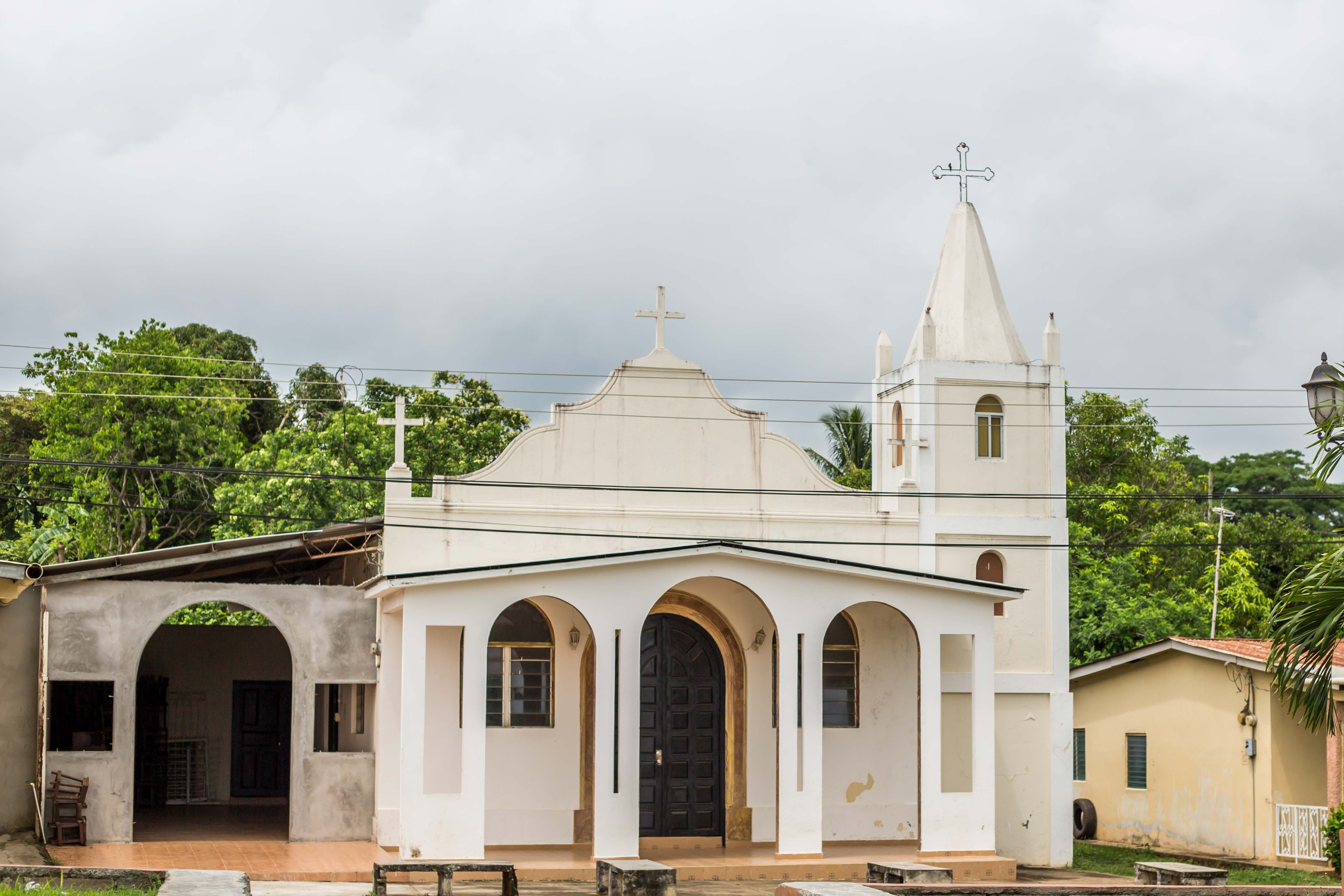
利亞諾拉爾戈的教堂

利亞諾拉爾戈（西班牙語：Llano Largo），是巴拿馬的城鎮，位於該國中南部，由洛斯桑托斯省的洛斯桑托斯區負責管轄，面積10.4平方公里，海拔高度45米，2010年人口2,265，人口密度每平方公里217.8人。